# Francisco Blasco Ortí
Francisco Blasco i Ortí (1921 - 2 d'agost de 2003) fou un polític valencià que va exercir com a segon alcalde democràtic de Morella des de 1981 fins a 1987. Com a alcalde va militar a la Unió de Centre Democràtic (UCD) i al Partit Demòcrata Liberal (PLD). Posteriorment, Blasco va ingressar al Partit Socialista del País Valencià (PSPV), anant a les llistes a l'ajuntament de Morella de 1995 i esdevenint cap al final de la seua vida en president d'honor del PSPV-PSOE de Morella.
Va morir el 2 d'agost de 2003 als 82 anys, restant les banderes de l'ajuntament de Morella a mitja asta en senyal de dol i com a honor a un ex-alcalde.